# Stazione di Castel Sant’Angelo
Stazione di Castel Sant'Angelo vasútállomás Olaszországban, Castel Sant’Angelo településen.

## Vasútvonalak
Az állomást az alábbi vasútvonalak érintik:
- Terni–Sulmona-vasútvonal

## Kapcsolódó állomások
A vasútállomáshoz az alábbi állomások vannak a legközelebb:
- Stazione di Canetra
- Stazione di Sorgenti del Peschiera